# Sursee–Halbinsel
Sursee–Halbinsel est un site palafittique préhistorique des Alpes, situé sur les rives du lac de Sempach sur la commune de Sursee dans le canton de Lucerne, en Suisse.